# Мишугли, Павел Иванович
Павел Иванович Мишугли (1913 — ?) — колхозник колхоза им. Котовского 2-й Одесской МТС, позже — младший командир — водитель танка, кавалер ордена Ленина (1933).
С 5-летнего возраста батрачил на кулаков.
Весной 1930 года вступил в колхоз им. Котовского (с. Чабановка Одесской области). Днём работал в полеводческой бригаде, ночью охранял урожай, зимой — в конюшне. В результате за неполный год его выработка составила 345 трудодней (при годовом минимуме 70).
В 1933 году награждён орденом Ленина с формулировкой «лучший ударник колхозного производства, показавший высокие образцы производительности труда и отличного качества работы, организатор комсомольской дружины по охране урожая». Премирован велосипедом.
В 1933 году (20 ноября) — член делегации одесских колхозников на приёме у Сталина.
Без отрыва от производства получил среднее образование (7 классов). В 1935 году окончил танковую школу, младший командир — водитель танка.
В 1936 году — делегат VIII Всесоюзного съезда Советов, член редакционной комиссии в составе 220 человек под председательством Сталина для установления окончательного текста Конституции Союза ССР.
Дальнейшая судьба не выяснена. Среди репрессированных и участников Великой Отечественной войны не значится. Возможно — погиб на войне с Финляндией.